# Talamanca Range-La Amistadreservaten
Talamanca Range-La Amistadreservaten är ett världsarv i Costa Rica och Panama. Den består av La Amistad nationalpark och sex mindre nationalparker, reservat och skyddsområden.

## Världsarvets omfattning
Nationalparker
- Barbilla nationalpark - 12 830 ha
- Chirripo nationalpark - 50 150 ha
- La Amistad nationalpark - 400 909 ha (Costa Rica: 193 929 ha; Panama: 207 000 ha)
- Tapanti nationalpark - 6 080 ha

Reservat och skyddsområden
- Las Tablas skyddsområde - 19 062 ha
- Hitoy Cerere biologiska reservat - 9 154 ha
- Rio Macho skogsreservat - 69 640 ha